# Alexios Philanthropenos
Alexios Dukas Philanthropenos (mittelgriechisch Ἀλέξιος Δούκας Φιλανθρωπηνός; * um 1270; † nach 1337 vermutlich auf Lesbos) war ein byzantinischer Aristokrat, Gouverneur und Feldherr. 1295 revoltierte er in Kleinasien gegen Kaiser Andronikos II. Palaiologos. 

## Leben
Alexios Philanthropenos war der zweite Sohn des Protovestiarios und Megas Domestikos Michael Tarchaneiotes und der Maria Philanthropina, Tochter des Protostrators und Megas Dux Alexios Dukas Philanthropenos. Seine Großmutter väterlicherseits Martha Palaiologina war eine Schwester Kaiser Michaels VIII. Mit seiner Frau Theodora Akropolitissa, einer Enkelin des Chronisten Georgios Akropolites, hatte er den Sohn Michael Philanthropenos (* 1296), der ebenfalls General wurde.
Im Krieg gegen die türkischen Karamaniden wurde Philanthropenos 1293 von Kaiser Andronikos II. zum Befehlshaber (Dux) von Thrakesion ernannt; zugleich wurde er mit der hohen Hofwürde eines Pinkernes (Mundschenk) ausgezeichnet. Mithilfe der Ansiedlung kretischer Flüchtlinge als Akriten konnte der General die byzantinische Position in Lydien stabilisieren und in den folgenden zwei Jahren einige der letzten militärischen Erfolge in Kleinasien erzielen. Er schlug die Türken in Mysien bei Achyraous und zwang sie zur Anerkennung der byzantinischen Oberhoheit. Von Nymphaion aus drang er durch das Mäandertal in das Beylik von Mentesche vor, eroberte Melanudion und Hieron zurück und löste Milet aus der türkischen Tributpflicht. Die besiegten Türken verkaufte er zum Teil in die Sklaverei.
Diese Erfolgsbilanz machte Alexios Philanthropenos, den die Zeitgenossen mit Belisar verglichen, in Kleinasien so populär, dass ihn seine Truppen im Herbst 1295 zum Kaiser ausriefen. Die genauen Hintergründe der Rebellion sind unklar, doch wurde sie von der lokalen Bevölkerung unterstützt, die unter hohen Tributforderungen des Kaisers litt, und auch von den Klöstern, die sich durch die Zentralregierung nicht ausreichend gegen die Türken verteidigt sahen. Pachymeres zufolge gedachten die Mönche in ihren Gebeten „nicht mehr länger des Namens des Kaisers, sondern nur noch des Philanthropenos“. In Ephesos nahm Philanthropenos den Bruder des Kaisers, Theodoros Palaiologos, gefangen, zögerte allerdings noch, die ihm angetragene Kaiserwürde anzunehmen. Sein Zaudern führte dazu, dass ihn der Führer der Kreter, Chortatzes, an den General Libadarios verriet. Alexios wurde bei Nymphaion gefangen genommen und an Weihnachten 1295 geblendet, die in Byzanz übliche Strafe für Usurpation und Hochverrat. Andronikos II., der an Neujahr 1296 von dem Aufstand erfahren hatte, wollte den Rebellen durch die Verleihung des Kaisar-Titels beschwichtigen, doch kam es offenbar nicht mehr dazu. Das byzantinische Oberkommando in Kleinasien übernahm Johannes Tarchaneiotes.
Alexios Philanthropenos erschien erst 1323 wieder, als er auf die Fürsprache des Patriarchen Jesaias von Andronikos II. begnadigt und erneut gegen die Türken geschickt wurde. Zusammen mit seinem Sohn Michael begab er sich über Lesbos nach Philadelphia, das er angeblich durch sein bloßes Erscheinen von türkischer Belagerung befreite. Alexios blieb als Gouverneur in der Exklave, bis ihn Andronikos II. 1326 (oder 1327) als Statthalter nach Lesbos versetzte. Nach der Machtübernahme durch Andronikos III. 1328 wurde er dieses Postens enthoben. Als die strategisch wichtige Insel 1335 von einer Lateinertruppe unter dem genuesischen Herrn von Phokaia, Domenico Cattaneo, eingenommen wurde, veranlasste Andronikos III. ein Landungsunternehmen mit 83 Schiffen. Die von Philanthropenos geführte Streitmacht brachte rasch die gesamte Insel zurück unter byzantinische Kontrolle; die Besatzung der Hauptstadt Mytilene ergab sich erst im November 1336. Im folgenden Jahr verhinderte er durch Geldzahlungen einen neuerlichen Angriff der Türken auf die Insel. Philanthropenos blieb als Gouverneur auf Lesbos, wo er vermutlich in den 1340er-Jahren starb.